# Lästringe församling
Lästringe församling var en församling i Strängnäs stift och i Nyköpings kommun i Södermanlands län. Församlingen uppgick 2002 i Tystbergabygdens församling.

## Administrativ historik
Församlingen har medeltida ursprung.
Församlingen var från 1550 till 15 juni 1593 annexförsamling i pastoratet Sättersta, Torsåkers och Lästringe för att därefter till 1946 vara annexförsamling i pastoratet Torsåker och Lästringe. Församlingen var från 1946 till 1976 moderförsamling i pastoratet Lästringe, Torsåker, Sättersta och Bogsta och från 1976 till 1980 annexförsamling i pastoratet Frustuna-Kattnäs, Lästringe, Torsåker, Sättersta och Bogsta. År 1980 uppgick i församlingen Bogsta, Sättersta samt Torsåkers församlingar och församlingen var till 1992 annexförsamling i pastoratet Frustuna-Kattnäs och Lästringe. År 1992 utbröts det som varit Torsåkers församling. Från 1998 till 2002 var församlingen annexförsamling i pastoratet Tystberga-Bälinge och Lästringe. Församlingen uppgick 2002 i Tystbergabygdens församling.
Den 1 januari 1992 överfördes ett område med 122 personer, motsvarande Torsåkers församling, från Lästringe församling till Frustuna-Kattnäs församling i samband med utbrytning av Gnesta kommun ur Nyköpings kommun.

## Kyrkor
- Lästringe kyrka
- Bogsta kyrka
- Sättersta kyrka
- Torsåkers kyrka ingick till 1992